# Гомес Баррера, Хавьера Белен
Хавьера Белен Гомес Баррера (исп. Javiera Belén Gómez Barrera; род. 26 июня 2002) — чилийская шахматистка, международный мастер среди женщин (2017). Победительница чемпионата Чили по шахматам среди женщин (2020).

## Биография
В 2020 году Хавьера Белен Гомес Баррера победила в чемпионате Чили по шахматам среди женщин.
Хавьера Белен Гомес Баррера представляла Чили в шахматных олимпиадах среди женщин:
- в 2016 году показала результат 6,5 из 10 на второй доске[2];
- в 2018 году показала результат 4 из 10 на первой доске[3].

В июле 2021 года Хавьера Белен Гомес Баррера приняла участие в Кубке мира по шахматам среди женщин в Сочи, где в 1-м туре проиграла индонезийской шахматистке Ирине Харисме Сукандар со счётом 0,5:1,5.
За успехи в турнирах ФИДЕ присвоила Хавьера Белен Гомес Баррера звание международного мастера среди женщин (WIM) в 2017 году.

## Изменения рейтинга
| Графики недоступны из-за технических проблем. См. информацию на Фабрикаторе и на mediawiki.org. |